# 쇠백로
쇠백로(little egret)는 왜가리과에 속하는 새다. 몸길이 약 61cm로 몸이 작아서 다른 백로와는 구별된다. 깃은 흰색이고 윗목에 두 가닥의 길고 흰 장식깃이 자란다. 부리와 다리는 검은색이고 발가락은 노란색이다. 여름깃은 1∼4월 사이에 털갈이를 한다. 번식기가 되면 눈 앞쪽이 붉어진다.
한국에서는 흔한 여름새이다. 그러나 최근 기후변화로 인해 거의 대부분이 텃새가 되었다. 10~20마리 또는 40~50마리씩 무리지어 사는데, 중대백로·황로와 섞여서 번식하며 행동이나 울음소리, 나는 모습도 거의 같다. 몸집이 작고 발가락이 노란색이어서 다른 왜가리와는 쉽게 구별된다. 4월 하순~8월 상순에 3∼5개의 알을 낳아 23일 동안 품는다. 새끼를 기르는 기간은 25∼30일이고 갓 깨어난 새끼는 흰 솜털로 덮여 있다. 먹이로는 물고기·개구리·뱀·새우·가재 및 수생곤충 따위를 잡아먹는다.
한국·일본·중국·대만·하이난섬·인도차이나·미얀마·인도·남유럽·아프리카·마다가스카르 등지에 분포한다.